# Ordine del Rokel
L'Ordine del Rokel è un'onorificenza della Sierra Leone.

## Storia
L'Ordine è stato fondato nel 1972 per premiare i servizi dedicati e meritori verso lo Stato nei campi del servizio pubblico, delle arti e delle scienze e della filantropia. Viene assegnato annualmente dal presidente della Sierra Leone. Prende il nome dal fiume Rokel, il fiume più lungo del paese.

## Classi
L'Ordine dispone delle seguenti classi di benemerenza:
- Gran Commendatore (GCOR)
- Commendatore (CRSL)
- Grand'Ufficiale (GOOR)
- Ufficiale (OOR)
- Membro (MOR)

I post-nominali non sono indicati ufficialmente negli statuti. Quelli sopra indicati sono i più diffusi.

## Insegne
- Il nastro è rosso con bordi blu.